# Piedad filial
En el confucianismo, el budismo chino y la ética taoísta, la piedad filial (Chinese, xiào) (latín: pietas) es una virtud de respeto por los propios padres, mayores y antepasados. El Clásico confuciano de la piedad filial, que se cree que fue escrito a finales del período de los Reinos Combatientes -período Qin-Han-, ha sido históricamente la fuente autorizada sobre el principio confuciano de la piedad filial. El libro, un supuesto diálogo entre Confucio y su alumno Zengzi, trata sobre cómo establecer una buena sociedad utilizando el principio de la piedad filial. La piedad filial es central en la ética de rol confuciana.
En términos más generales, la piedad filial significa ser bueno con los padres,  cuidar de ellos, tener buena conducta, no sólo con los padres, sino también fuera del hogar para dar un buen nombre a los padres y antepasados; mostrar amor, respeto y apoyo, mostrar cortesía, asegurar herederos varones, defender la fraternidad entre los hermanos, aconsejar sabiamente a los padres, incluso disuadirlos de la injusticia moral; mostrar dolor por su enfermedad y muerte,  y enterrarlos y realizar sacrificios después de su muerte.
La piedad filial se considera una virtud clave en China y otras culturas de Asia oriental, y es el tema principal de muchas historias. Una de las colecciones más famosas de tales historias es Los veinticuatro casos de piedad filial (en chino: 二十四孝). Estas historias describen cómo los niños ejercieron sus costumbres de piedad filial en el pasado. Si bien China siempre ha tenido diversidad de creencias religiosas, la costumbre de la piedad filial ha sido común a casi todas ellas; el historiador Hugh D. R. Baker dice que el respeto por la familia es el único elemento común a casi todos los chinos.

## Terminología
El término occidental piedad filial se derivó originalmente de los estudios de las sociedades occidentales, basados en las culturas mediterráneas. Sin embargo, la piedad filial entre los antiguos romanos, por ejemplo, era muy diferente de la china en su lógica y promulgación. La piedad filial se ilustra con el carácter chino xiao (孝). El carácter es una combinación del carácter lao (viejo) sobre el carácter zi (hijo), es decir, un anciano llevado por un hijo. Esto indica que la generación más vieja debe ser apoyada por la generación más joven.
En el confucianismo coreano, el carácter孝se pronuncia hyo (효). En vietnamita, el carácter孝está escrito en el alfabeto vietnamita como hiếu. En japonés, el término generalmente se traduce en el lenguaje hablado y escrito como親孝行(oyakōkō) agregando los caracteres para padre y conducta al carácter chino para hacer que la palabra sea más específica.

## Definiciones en los textos tradicionales

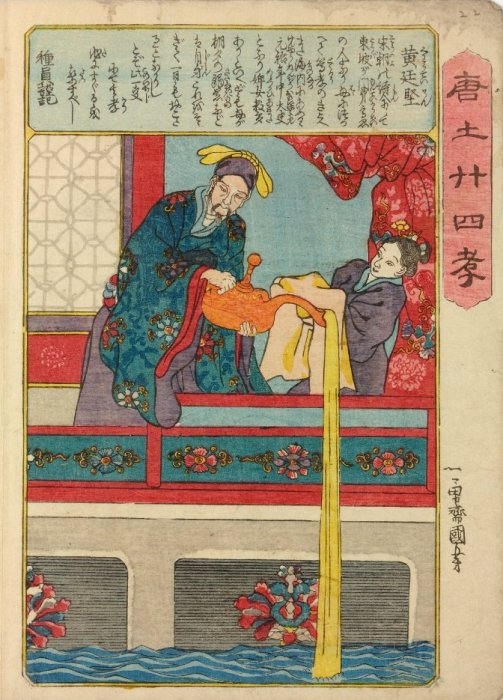
Koteiken, uno de Los veinticuatro casos de piedad filial, representaba vaciar un orinal para su madre. Utagawa Kuniyoshi, 1848.

Las enseñanzas de Confucio sobre la piedad filial se pueden encontrar en numerosos textos, incluidos los Cuatro Libros, que es el Gran Aprendizaje (大学), la Doctrina del Medio (中庸), Analectas (论语) y el libro Mencius, así como las obras Classic of Filial Piety (孝经) y el Libro de los Ritos (礼记). En el Clásico de la piedad filial, Confucio (551–479 a. C.) dice que "la piedad filial es la raíz de la virtud y la base de la filosofía"  y el filósofo moderno Fung Yu-lan describe la piedad filial como "la base para la sociedad tradicional [china]".
Para Confucio, la piedad filial no es simplemente un ritual de respeto a los padres, sino también una actitud interior. La piedad filial consta de varios aspectos. La piedad filial es la conciencia de retribuir la carga que asumieron los padres. Como tal, la piedad filial se realiza para corresponder al cuidado que los padres han brindado. Sin embargo, también se practica debido a una obligación hacia los antepasados.
Según algunos eruditos modernos, xiào es la raíz de rén (仁; benevolencia, humanidad), pero otros eruditos afirman que rén, así como yì (義; rectitud) y li (禮; decoro) deben interpretarse como las raíces de xiào. Rén significa comportamiento favorable a aquellos a quienes estamos cerca. Yì se refiere al respeto a aquellos considerados dignos de respeto, como padres y superiores. Li se define como comportarse de acuerdo con las normas sociales y los valores culturales. Además, se define en los textos como deferencia, que es sumisión respetuosa, y reverencia, que significa profundo respeto y asombro. La piedad filial fue enseñada por Confucio como parte de un amplio ideal de autocultivo (en chino: 君子  ) hacia ser un ser humano perfecto.
El filósofo moderno Hu Shih argumentó que la piedad filial ganó su papel central en la ideología confuciana solo entre los confucianistas posteriores. Propuso que Confucio enseñó originalmente la cualidad de rén en general, y aún no enfatizaba tanto el xiào. Solo los confucianistas posteriores, como Tseng Tzu, se centraron en xiào como la cualidad confucianista más importante.